# フォーク (企業)
フォーク株式会社は、メディカルウエア、作業服、ユニフォーム等の企画、製造、販売を行う企業。本部は、東京都千代田区にある。

## 事業内容
医療・介護関係者向けの白衣・スクラブ等の企画、製造、販売を行う。
青木美沙子をメインイメージに「かわいくありたい」がテーマの完全受注生産白衣も販売している。

## 沿革
- 明治36年 - 小谷野徳三郎が小谷野商店として綿布青縞の買継問屋を開業。初期広幅生地の需要が増加し、綿布全般の加工原料を販売する。
- 昭和2年 - 青縞、足袋等の手工業から幅広織物の学生服・作業着等の縫製工場へ転換。
- 昭和9年 - ミシンを導入。作業用シャツ・ズボン等を本格的に生産。小谷野被服の前身となる。
- 昭和15年 - 縫製工場（現本社工場）を建設。
- 昭和18年 - 資本金7万円の有限会社に組織を改める。
- 昭和35年 - 東レと提携し、事務服の製造販売を開始。
- 昭和43年 - 小谷野被服株式会社に改組。
- 昭和44年 - 東京小伝馬町に東京営業所を開設。
- 昭和55年 - 資本金を1500万円に増資する。本社工場を新設する。
- 昭和60年 - 小谷野被服株式会社からフォーク株式会社に商号を変更する。
- 平成3年 - 専務取締役 小谷野正道 取締役社長に就任。
- 平成19年 - （株）ワコールと提携。メディカル白衣共同開発発表。
- 平成20年 - 札幌営業所と（株）小川白衣を合併し、フォーク北海道（株）設立。ノーブルスター（株）を合併し、ノーブルスター事業部（園児服）を設置。
- 平成21年 - 小谷野 淳 代表取締役社長就任。
- 平成25年 - 創立110周年を迎える。
- 平成26年 - 「ジップスクラブ」ならびに「ジップアップスクラブ」商標登録、意匠登録。同商品は同年のグッドデザイン賞を受賞。
- 平成27年 - 旧埼玉本社と商品センターの機能を統合し、埼玉支社を新設。東京支店を東京本部に改称。